# Jürgen Miethlinger
Jürgen Miethlinger (* 1966 in Hallein, Salzburg) ist ein österreichischer Kunststofftechniker und war von 2010 bis Oktober 2018 Professor für Kunststofftechnik an der Johannes Kepler Universität (JKU) Linz. Er leitete das Institut für Polymer Extrusion und Compounding (ipec).

## Leben
Miethlinger studierte Kunststofftechnik an der Montanuniversität Leoben und absolvierte ein Executive Master of Business Administration-Programm in Wien und USA. Von 1992 bis 1995 war er Entwicklungstechniker bei Lenzing AG. Von 1995 bis 2003 war er bei SML Maschinenges.mbH, zuletzt als Technischer Leiter, beschäftigt. Seit 2003 ist er Geschäftsführer von Poloplast GmbH & Co KG (350 Mitarbeiter). Miethlinger war weiters Geschäftsführer in der Muttergesellschaft von Poloplast, der Wietersdorfer Gruppe (3500 Mitarbeiter), hatte mehrere Aufsichtsratsfunktionen inne und war für verschiedene technologie- und branchenorientierte Gremien tätig, bevor er 2010 das Institut für Polymer Extrusion und Compounding (IPEC) der Johannes Kepler Universität in Linz gegründet hat. Seit 2020 ist er Geschäftsführer von Lenzing Plastics.

## Arbeits- und Forschungsschwerpunkte
Schwerpunkte der Grundlagen- und der anwendungsnahen Forschung von ipec sind:
1. Ein- und Mehrschneckenextrusion: Neuentwicklung und Optimierung der Plastifiziersysteme,
2. Rohr-, Profil- und Folien/Plattenextrusion: Verfahrens-, Werkzeug- und Produktentwicklung, Einfluss der Verarbeitung auf die Produkteigenschaften;
3. Compounding und Recycling: „Taylor made high Performance Compounds“, Prozessentwicklung, Compounds und Blends für 3D-Drucken,
4. Leichtbau mit Thermoplastmatrix: Thermoplastpultrusion,
5. Generative Fertigungstechniken: Extrusion Freeforming bzw. 3D-Drucken und
6. Selbstoptimierende Anlagenkonzepte (Industrie 4.0).

Für diese sechs Forschungsschwerpunkte werden folgende Methoden eingesetzt:
- Semianalytische und numerische Modellierung von Transportvorgängen in Plastifiziereinheiten, Werkzeugen und Nachfolge, sowie experimentelle Untersuchungen,
- Materialcharakterisierung und angewandte Rheologie: Verarbeitungseigenschaften, Polymerdegradation, Dehnrheologie, Wandgleiten, Rheologie von Compounds, thermodynamische Eigenschaften, Viskoelastizität,
- Sensorik- und Prozessmesstechnik zur Optimierung: z. B. Verweilzeitverteilung mittels Fluoreszenzspektroskopie, Pulsed-Wave Doppler-Ultraschall Messtechnik, Optische Kohärenz-Tomographie.

## Preise
- Goldene Ehrennadel der Vereinigung Österreichischer Kunststoffverarbeiter (VÖK/VOEK)
- Goldene Ehrenmedaille der Wirtschaftskammer
- Innovation Award der FH Wels an Herrn DI M. Aigner für die Fa. Poloplast.
- Kunststoff & Produktdesign der Clusterland Oberösterreich an die Fa. Poloplast.
- Österreichischer Innovationspreis an die Fa. SML.
- Würdigungspreis des Bundesministers für Wissenschaft u. Forschung.
- Rektor-Platzer-Ring Auszeichnung.
- Studienabschlüsse Kunststofftechnik und Executive MBA sowie Rigorosum mit Auszeichnung.